# Abraham Carreño
Abraham Darío Carreño Rohan (Monterrey, 13 gennaio 1988) è un ex calciatore messicano, di ruolo attaccante.

## Caratteristiche tecniche
È un centravanti.

## Palmarès

### Club

#### Competizioni nazionali
- Campionato messicano: 2

Monterrey: 2009 (A), 2010 (A)
- CONCACAF Champions League: 2

Monterrey: 2010-2011, 2011-2012